# بيير شميت (لاعب هوكي الجليد)
بيير شميت (بالفرنسية: Pierre Schmitt)‏ هو لاعب هوكي الجليد فرنسي، ولد في 19 ديسمبر 1965.

## وصلات خارجية
- بيير شميت على موقع EliteProspects.com (الإنجليزية)
- بيير شميت على موقع Eurohockey.com (الإنجليزية)
- بيير شميت على موقع أوليمبيديا (الإنجليزية)